# Pantouflage
Le pantouflage (désigné en anglais par l'expression revolving door, littéralement « porte tournante » ou « porte à tambour ») désigne de manière familière l'alternance entre un poste de législateur ou de régulateur au sein d'institutions publiques et un poste dans une entreprise appartenant à un secteur d'activité concerné par ces mêmes législation et régulation. Les lobbyistes jouent également un rôle essentiel dans ce phénomène. Ce phénomène entraîne une suspicion, parfois justifiée, de conflit d'intérêts. Dans certains cas ces rôles sont assumés successivement, mais dans certaines circonstances ils peuvent être occupés en même temps. Certains analystes politiques estiment qu'une relation malsaine peut se développer entre le secteur privé et les décideurs publics, basée sur l'allocation de privilèges réciproques au détriment de l'intérêt de la nation. Le terme s'applique tant aux hauts fonctionnaires qu'aux personnalités politiques.
La crise de 2008 dite des « subprimes » en est un exemple concret : Henry Paulson, le PDG de Goldman Sachs à l'époque, a été nommé secrétaire du Trésor américain le 30 mai 2006 (son mandat débutant en juillet).
Le pantouflage, notamment quand il ne se fait pas dans la plus grande transparence, pose des problèmes éthiques et déontologiques liés au mélange des sphères privées et publiques, et des sphères de l'intérêt général et des intérêts particuliers ou de grandes entreprises. Il est source de situation de conflits d'intérêts.

## Origine du mot
À l'origine, le mot « pantoufle » désignait, dans l'argot de l'École polytechnique, le renoncement à toute carrière de l'État à la fin des études. La « pantoufle » s'opposait théoriquement à la « botte ». Ceux qui « entraient dans la pantoufle », les « pantouflards », avaient le titre d'« ancien élève de l'École polytechnique » et renonçaient à celui de « diplômé de l'École polytechnique ». Plus tard, le terme a également désigné le montant à rembourser en cas de non-respect de l'engagement décennal (comparable au dédit-formation des entreprises privées). C'est assez souvent l'entreprise recrutant l'élève en fin d'études ou le fonctionnaire qui s'acquittait de la pantoufle.
André Malraux, dans le roman de 1933 La Condition humaine, évoque son héros Ferral, affrontant les représentants de la haute fonction publique et des banques privées, et « l’accueil favorable que les fonctionnaires trouvent dans la banque auprès de leurs anciens collègues lorsqu’ils quittent le service de l’État. »
En mai 1990, la revue ENA-mensuel estime que sur 4 400 anciens élèves de l'ENA, 737 travaillent dans le privé, et dans le public 6,1 % appartiennent au Conseil d'État, 8,3 % à la Cour des comptes et 18,8 % à l'Inspection des Finances. La même année, le corps des Mines enregistre 16,8 % de pantouflage et le corps des Ponts et Chaussées, 14,7 %.
De sa création jusqu'en 2015, 80% des énarques ont poursuivi une carrière exclusivement administrative. Ce chiffre varie selon les corps de l’État : 55% des inspecteurs des Finances ont pantouflé sur cette période. Le rapport Que sont les énarques devenus ?, publié sous la direction de Nathalie Loiseau, au sujet de toutes les promotions entre 1980 et 2000, montre que 78% des énarques sur la période n'ont jamais exercé de responsabilités en entreprise, et que 74% ne figurent pas dans le Who's Who in France. Seuls 8% des énarques ont durablement quitté l'État. L'étude des trajectoires de la promotion Voltaire de l'ENA montre que 67% des étudiants n'ont jamais pantouflé, et moins de 50% dispose de notice dans le Who's Who.

## Estimations

### En France
La Haute Autorité pour la transparence de la vie publique note que les passages de responsables publics vers le privé ont augmenté de 89% en 2022. Les ex-ministres d'Emmanuel Macron sont particulièrement concernés.
En France, annuellement, environ 10 000 personnes quittent la fonction publique vers le secteur privé, ce qui ne représente qu'une faible part de ces mouvements (données pour 2019). La Cour des comptes en 2025 recommande que les administrations renforcent le suivi statistique de ces mobilités ,.

### En Allemagne
Le pantouflage est décrit comme une pratique courante dans la vie politique allemande,.

### En Espagne
En Espagne, 40 % des ministres (pour la période 1977-2016) ont rejoint des conseils d'administration et des directions d'entreprises privées.

### Au Royaume-Uni
Au Royaume-Uni, plus d'un quart des députés conservateurs en fonction en 2021 travaille en parallèle dans le secteur privé. La moitié des ministres en fonction sous les gouvernements Boris Johnson et Theresa May ont également pantouflé après avoir quitté le gouvernement. Quelque 50 % des Britanniques se déclarent favorable à l'interdiction pour un député en fonction de travailler simultanément dans le secteur privé, contre 20 % qui y sont opposés.

## Par pays
Le terme « pantouflage » prend en particulier un sens très péjoratif lorsqu'il s'applique à des fonctionnaires qui passent d'une administration exerçant un contrôle sur une industrie ou lui passant des commandes, à une entreprise de cette industrie.

### États-Unis
« Dans la loi actuelle, les responsables gouvernementaux qui prennent des décisions engageant des contrats doivent soit attendre une année avant de rejoindre un contractant militaire, soit, s'ils veulent changer immédiatement d'employeur, commencer d'abord dans une branche non liée à leur travail gouvernemental. Une grande échappatoire est que ces restrictions ne s'appliquent pas à de nombreux décideurs de haut niveau..., qui peuvent rejoindre des entreprises ou leurs conseils d'administration sans attendre. »

— 
Parmi les exemples de personnes ayant changé d'employeur de cette manière dans des domaines sensibles, figurent Dick Cheney (contrats militaires), Linda Fisher (en) (pesticides et biotechnologies), Philip Perry (en) (sécurité intérieure), Pat Toomey, Dan Coats, John C. Dugan (en), un responsable du département du Trésor dans l'administration du président George H. W. Bush qui a fait pression pour une dérégulation bancaire et l'abrogation du Glass-Steagall Act, puis en tant que conseiller de l'American Bankers Association (en) a fait du lobbying pour le Gramm-Leach-Bliley Act de 1999 abrogeant les provisions clé du Glass-Steagall Act, et une fois sa mise en place en 2005, est retourné à un rôle officiel majeur en tant que Comptroller of the Currency et l'ancienne commissaire de la Commission fédérale des communications Meredith Attwell Baker, (lobbying dans les médias). Le représentant démocrate Richard Gephardt quitte son poste pour devenir lobbyiste et son agence de lobbying, Gephardt Government Affairs Group, gagne près de 7 millions de dollars de revenus en 2010 de clients dont Goldman Sachs, Boeing, Visa, Ameren et Waste Management.

### France
En France, de tels mouvements sont, notamment depuis la création de la Haute Autorité pour la transparence de la vie publique en 2013, encadrés par la loi de manière précise.
Ainsi, selon l'article 432-13 du code pénal relatif au délit de prise illégale d'intérêt :

« Est puni de trois ans d'emprisonnement et d'une amende de 200 000 €, dont le montant peut être porté au double du produit tiré de l'infraction, le fait, par une personne ayant été chargée, en tant que membre du Gouvernement, titulaire d'une fonction exécutive locale, fonctionnaire, militaire ou agent d'une administration publique, dans le cadre des fonctions qu'elle a effectivement exercées, soit d'assurer la surveillance ou le contrôle d'une entreprise privée, soit de conclure des contrats de toute nature avec une entreprise privée ou de formuler un avis sur de tels contrats, soit de proposer directement à l'autorité compétente des décisions relatives à des opérations réalisées par une entreprise privée ou de formuler un avis sur de telles décisions, de prendre ou de recevoir une participation par travail, conseil ou capitaux dans l'une de ces entreprises avant l'expiration d'un délai de trois ans suivant la cessation de ces fonctions. »

La commission de déontologie de la fonction publique est chargée de vérifier qu'un agent de la fonction publique qui postule à un emploi dans le secteur privé l'est de façon légitime. Ses avis sont prononcés à la demande de l'intéressé ou de l'administration gestionnaire qu'il quitte. La commission de déontologie des militaires veille pareillement à la compatibilité des activités privées envisagées par un militaire avec ses fonctions antérieures.
Le 6 novembre 2018, le journal L'Obs indique qu'un décret gouvernemental est en préparation et a pour but de faciliter le passage du public au privé, dans les deux sens, dans des conditions financières avantageuses.

### Japon
Le phénomène de pantouflage existe au Japon où il est nommé amakudari (天下り), littéralement « descente du paradis/ciel » en référence à la descente des dieux shintoïstes sur Terre, et concerne des retraités de la fonction publique continuant leur carrière dans le privé. Le 1er avril 2009, le gouvernement Asō a adopté une ordonnance visant à encadrer cette pratique via une agence spécialisée dans la reconversion des fonctionnaires retraités, afin que ceux-ci ne négocient pas directement leur embauche (mise en vigueur prévue pour janvier 2010),. Cependant son remplaçant, le gouvernement Hatoyama, a décidé de revenir sur la création de cette agence, pour tout simplement « interdire immédiatement aux ministères et aux agences de placer [les fonctionnaires dans le privé] afin de répondre aux critiques contre l'amakudari et pour réduire les gaspillages administratifs ».

### Québec
Au Québec, une loi sur le lobbying interdit qu'un ancien directeur général ou directeur général adjoint d'une municipalité effectue des activités de représentation auprès de celle-ci. Ils ne peuvent pas non plus utiliser des informations obtenues dans leur ancien poste au profit d'une autre entreprise. Cependant aucune loi n'interdit à des fournisseurs de la municipalité d'employer ces anciens fonctionnaires.

### Mexique
Au Mexique, un décret récent interdit aux présidents, secrétaires d'État, sous-secrétaires, directeurs d'agences, de travailler au moins dix ans dans des entreprises privées qu'ils ont « supervisées, réglementées ou sur lesquelles ils ont obtenu des informations privilégiées » pendant leur mandat public. Mais la Cour suprême a jugé le 4 avril 2022 la loi inconstitutionnelle car l'impact sur la liberté de travail est « disproportionné, inutile et injustifié ». Des lois similaires pour d'autres fonctions publiques imposent un délai de 3 ans.

### Union européenne
Après les élections européennes de 2014, Transparency International a étudié les trajectoires de 485 anciens membres du Parlement européen et de 27 ex-commissaires européens partants. Vingt-six anciens eurodéputés « ont été embauchés par les cabinets de lobbying de Bruxelles au cours des deux premières années suivant leur départ », note l'ONG. De même pour les commissaires européens : Connie Hedegaard, chargée de l'Environnement, a été catapultée responsable du greenwashing de Volkswagen, non sans avoir respecté le délai de carence de dix-huit mois, tandis que l'ex-commissaire à la Concurrence Neelie Kroes siège au comité de conseil en politique publique d'Uber.

## Termes dérivés

### Rétropantouflage
On parle aussi de « rétropantouflage » ou « rétro-pantouflage », dans le cas de hauts fonctionnaires ayant fait leurs armes dans les cabinets ministériels, étant ensuite parti « pantoufler » dans le privé avant de revenir servir l'État dont ils pourraient éventuellement espérer, en échange de ce retour, qui peut être pour eux un « sacrifice » financier, un poste important. Emmanuel Macron, inspecteur des finances ayant travaillé pour la Banque Rothschild avant d'entrer au gouvernement en 2014 et devenir Président de la République trois ans plus tard, constitue un cas emblématique de rétro-pantouflage.

### Fonctions policières
Parmi les policiers, gendarmes et douaniers, on appelle familièrement « tricoche » la reconversion dans une entreprise privée (entreprise privée de sécurité, société de renseignement privée (SRP), média, etc.) ou à son compte (enquêteur privé, détective…). Le terme est plus large que « pantouflage », qui concerne les postes très bien rémunérés et, ou peu exigeants, et est également utilisé quand un fonctionnaire encore en activité monnaye les connaissances recueillies dans son exercice professionnel,, notamment quand un policier réalise une planque en dehors de ses heures de service, accède au STIC ou annule un PV.